# György Pauk
György Pauk (* 26. Oktober 1936 in Budapest; † 18. November 2024 ebenda) war ein ungarischer Violinist und Hochschullehrer.

## Leben und Werk
Pauk studierte an der Musikakademie Budapest. Nachdem er mehrere internationale Violinwettbewerbe gewonnen hatte, darunter den Paganini-Wettbewerb für Violine in Genua, den Jacques-Thibaud-Wettbewerb in Paris und den Sonatenwettbewerb der ARD in München, ging er 1961 nach London. Dort debütierte er 1962 mit dem London Symphony Orchestra unter Lorin Maazel. Dies war der Beginn der internationalen Karriere des Musikers, der in der Tradition der ungarischen Violinschule von József Szigeti, Zoltán Székely und Ede Zathureczky stand. Er trat unter Dirigenten wie Pierre Boulez, Sir Simon Rattle, Bernard Haitink, Christoph von Dohnanyi, Gennadi Roschdestwenski, Klaus Tennstedt, Leonard Slatkin und Charles Dutoit auf. 1971 debütierte er auf Einladung von Sir Georg Solti mit dem Chicago Symphony Orchestra in den USA.
Neben dem Violinwerk von Wolfgang Amadeus Mozart und Franz Schubert sowie Béla Bartók umfasste Pauks Repertoire auch zeitgenössische Komponisten wie Witold Lutosławski, Krzysztof Penderecki, Alfred Schnittke, Maxwell Davies, Michael Tippett und William Mathias. Er wirkte als Professor an der Royal Academy of Music und am Konservatorium Winterthur. Als Kammermusiker arbeitete er mit Peter Frankl und Ralph Kirshbaum sowie mit Roger Vignoles.
Pauk lebte in London. Er starb in Budapest am 18. November 2024 im Alter von 88 Jahren an den Folgen eines Unfalls.

## Auszeichnungen
- 1956: 1. Preis im Premio Paganini
- 1959: 1. Platz im Long-Thibaud-Crespin-Wettbewerb
- 2016: Honorary Doctorate der University of London